# Michail Vasiljevič Isakovskij
Michail Vasiljevič Isakovskij (rusky Михаи́л Васи́льевич Исако́вский, 19. ledna 1900 – 20. července 1973) byl ruský sovětský básník. Od mládí byl komunistou (člen komunistické strany od roku 1918) a většina jeho kdysi propagovaného a vyznamenávaného díla je poplatná době a režimu. Trvalejší význam má jedině jeho apolitická válečná poezie, zejména text písně Kaťuša.